# پرواز شماره ۷۹۰۸ هواپیمایی کاسپین
پرواز شماره ۷۹۰۸ هواپیمایی کاسپین یک پرواز تجاری متعلق به هواپیمایی کاسپین بود که از فرودگاه امام خمینی تهران به مقصد ایروان در حال پرواز بود و در ساعت ۱۱:۴۵ قبل از ظهر روز چهارشنبه ۲۴ تیر ۱۳۸۸ در حوالی قزوین بین روستاهای فارسیان و جنت‌آباد در بخش مرکزی قزوین دچار نقص فنی شد و سقوط کرد.

در این سانحه کلیه ۱۶۸ سرنشین هواپیما شامل ۱۵۳ مسافر و ۱۵ خدمه آن جان باختند.

## هواپیما
هواپیمایی که در این سانحه سقوط کرد از نوع توپولف تی یو-۱۵۴ بوده‌است که توسط هواپیمایی کاسپین مورد استفاده قرار می‌گرفت. این هواپیما در سال ۱۹۸۷ وارد به خدمت شده‌بود.

## سقوط

تصویری از هواپیما سقوط کرده بعد از آتش‌سوزی

این هواپیما ۱۶ دقیقه پس از آنکه از فرودگاه امام برخاست در نزدیکی دشت‌های کشاورزی قزوین با زمین برخورد کرد در این سانحه کلیه ۱۶۸ سرنشین هواپیما شامل ۱۵۳ نفر مسافر و پانزده نفر خدمه و کادر پرواز کشته شدند، شدت حادثه به حدی بود که ۶ هکتار از اراضی زراعی این منطقه نیز دچار حریق شد. در محل برخورد هواپیما با زمین گودال عظیمی به قطر ۶۰ تا ۷۰ متر ایجاد شد.
بر اساس اطلاعات رسیده از این هواپیما و بنا به اظهارات مومنی‌رخ مدیرعامل شرکت فرودگاه‌های کشور، در زمان سقوط هواپیما هیچ مکالمه‌ای مبنی بر نقص فنی با برج مراقبت به ثبت نرسیده‌است.
به گفته شاهدان عینی دقایقی پیش از سقوط هواپیما آتش گرفته بود و تلاش خلبان برای نشستن روی زمین بی‌نتیجه بود و منجر به چرخ زدن هواپیما در حوالی شهر اقبالیه شد و در حال دور زدن نیز به ناگاه پس از آتش گرفتن دم هواپیما در مزارع گندم سقوط می‌کند.
شاهدان عینی همچنین از پراکنده شدن وسایلی همچون کیف، کفش، کارت ویزیت، کیف جیبی و وسایل شخصی مسافران خبر می‌دهند.

## آخرین اطلاعات دربارهٔ حادثه سقوط هواپیمای توپولوف
احمد مجیدی رئیس کارگروه ویژه بررسی سانحه سقوط هواپیمای کاسپین در گفتگو با خبرنگار باشگاه خبری فارس «توانا»، تصریح کرد: این هواپیما پرواز خود را در ساعت ۱۱:۳۳ روز چهارشنبه از فرودگاه امام خمینی  آغاز کرده بود که در ۷۵ مایلی فرودگاه امام خمینی، در ساعت ۱۱:۵۰ دقیقه از صفحه رادار محو شد و این در حالی است که تا آن زمان تحت پوشش سه سیستم رادار بوده‌است.
وی تأکید کرد: خلبان پرواز در آخرین مکالمات خود با فرودگاه اعلام کرده بود که پرواز بدون هیچ مشکلی انجام شده‌است و با کادر رادار فرودگاه خداحافظی کرده بود.

## کشته‌شدگان
طبق گزارش‌ها از ۱۶۸ مسافر این پرواز، ۳۸ تن ایرانی‌الاصل (شامل ۲ تن از خدمه)، ۴۰ تن شهروند ارمنستان، ۲ گرجستانی، ۲ کانادایی، ۲ ایرانی-استرالیایی و همچنین ۲ ایرانی-آمریکایی بوده‌اند.

### مسافران سرشناس
- اعضای تیم ملی جودو نوجوانان ایران[۹][۱۰]
- لون داویدیان نماینده دوره ششم مجلس شورای اسلامی[۱۱]
- ناتلا نیکولاوا، همسر سفیر گرجستان در ایران.[۱۲]
- عبدی یمینی آهنگساز مشهور و سازندهٔ بسیاری از آثار داریوش، منصور، شهیار قنبری و…[۱۳]
- مارتیک درآوانسیان پایه‌گذار رشته ارتوپدی فنی ایران[۱۴]

### هویت جعلی سه تن از اعضای تیم جودو نوجوانان
پس از چند روز مشخص شد که سه تن از نوجوانان جودوکار که با این هواپیما عازم مسابقات جودو در ایروان بروند زنده هستند و درواقع سه جودوکای دیگر به جای آنها و با هویت آنها به مسابقه اعزام شده بودند. این افراد عبارت بودند از: وحید باقرپور با هویت یحیی باقرپور، مجتبی عزیزاللهی با هویت مصیب عزیزاللهی (هر دو پسرعمو) و محمد ملکشاهی با هویت ایمان زینی وند. این افراد که از قهرمانان رده نوجوانان قبل از سال ۱۳۸۳ بودند همگی سن بالاتری داشتند و یکی از آنها کارت پایان خدمت سربازی هم داشت. این جودوکاها دیگر تمایلی به شرکت در رده نوجوانان نداشتند اما به اصرار کادر فنی مجدداً در ترکیب نوجوانان قرار گرفتند. رئیس فدراسیون جودو ابتدا این خبر را تکذیب کرد ولی با پیگیری مطبوعات سکوت اختیار نمود. تا اینکه معاون سازمان بازرسی کل کشور زنده بودن سه جودوکار نوجوان و کشته‌شدن سه جودوکار بزرگسال در هواپیما را تأیید کرد. قابل ذکر است که در تشیع جنازه نمادینی که در استان لرستان انجام شد، روی بعضی از تصاویر چاپ شده توسط خانواده‌های کشته شدگان، علاوه بر اسامی غیرواقعی اسامی اصلی این جودوکاها و همچنین در خصوص ایمان زینی وند، نام خانوادگی ملک‌شاهی به عنوان نام اصلی در پرانتز ذکر شده بود.

### اسامی کادر پروازی
استاد خلبان علی اصغر شیر اکبری

خلبان under supervision(تحت نظارت) مهدی فیروزه سهیل

کمک خلبان جواد معصومی حصاری

مهندس پرواز نیما صالحی رزوه

مهندس فنی گرگوری بارساغیان

مهندس فنی سورن موقومونیان

سرمهماندار سید عباس قائم مقامی

مهماندار ارشد امیر علی ملکی نژاد

مهماندار ارشد فرشته سماکی رحمت

مهماندار ارشد ساناز اصلانی

مهماندار ارشد مریم فرهادی خلخالی

مهماندار ارشد مریم کمانی

## واکنش‌ها
در پی این حادثه میرحسین موسوی نخست‌وزیر سابق ایران،
محمود احمدی‌نژاد رئیس‌جمهور وقت ایران،
علی‌اکبر هاشمی رفسنجانی رئیس مجلس خبرگان رهبری و مجمع تشخیص مصلحت نظام،
علی لاریجانی رئیس مجلس شورای اسلامی
محمود هاشمی شاهرودی ریس قوه قضاییه جمهوری اسلامی ایران، وقوع این حادثه را تسلیت گفته و با بازماندگان ابراز همدردی کردند.
آمریکا، روسیه، لبنان، آذربایجان و ونزوئلا با صدور بیانیه‌هایی، حادثه سقوط هواپیمای مسافربری ایران در مسیر پرواز به سوی ارمنستان را به خانواده‌های قربانیان تسلیت گفتند. همچنین در ارمنستان یک روز عزای عمومی اعلام شد.

#### آمریکا
یان کلی سخنگوی وزارت امور خارجه آمریکا با صدور بیانیه‌ای گفت:
آمریکا مراتب همدردی خود را با خانواده‌های افرادی که در حادثه سقوط هواپیمای شرکت هواپیمایی کاسپین کشته شدند، اعلام می‌دارد

#### آذربایجان
در میان کشورهای همسایه ایران آذربایجان پیام تسلیتی را به ریس جمهوری ایران ارسال داشت در بخشی از پیام تسلیت آقای الهام علی اف آمده‌است:
خبر سانحه هوایی در نزدیکی قزوین که قربانیان بسیاری را بر جای گذاشت، آذربایجان را در غم و اندوه فرو برد.

#### فدراسیون جهانی جودو
ماریوس ویزر رئیس فدراسیون جهانی جودو با ارسال پیامی به فدراسیون جودوی ایران درگذشت اعضای تیم ملی نوجوانان در سانحهٔ هواپیمایی را تسلیت گفت. او در این پیام آورده‌است:
از اینکه در سانحه سقوط هواپیما تمامی اعضای تیم ملی نوجوانان ایران جان باختند، ضایعه‌ای اسفناک برای جودو جهان است و من این ضایعه را به خانواده‌های آنها و فدراسیون جودو ایران عمیقاً تسلیت می‌گویم.